# Claudia Ștef
Claudia Nicoleta Ștef, née le 25 février 1978 à Craiova est une athlète roumaine spécialisée dans la marche athlétique. Elle est détentrice du record du monde d'athlétisme du 3 000 m marche en salle en 11 min 40 s 33 réalisé à Bucarest le 30 janvier 1999. Toujours en activité, Claudia Ștef concourt maintenant sur le 20 km marche avec une dernière performance de 1 h 27 min 41 s.

## Carrière
Claudia Stef a été suspendue deux ans à la suite d'un contrôle positif à des produits dopants.